# Pfarrkirche Treben

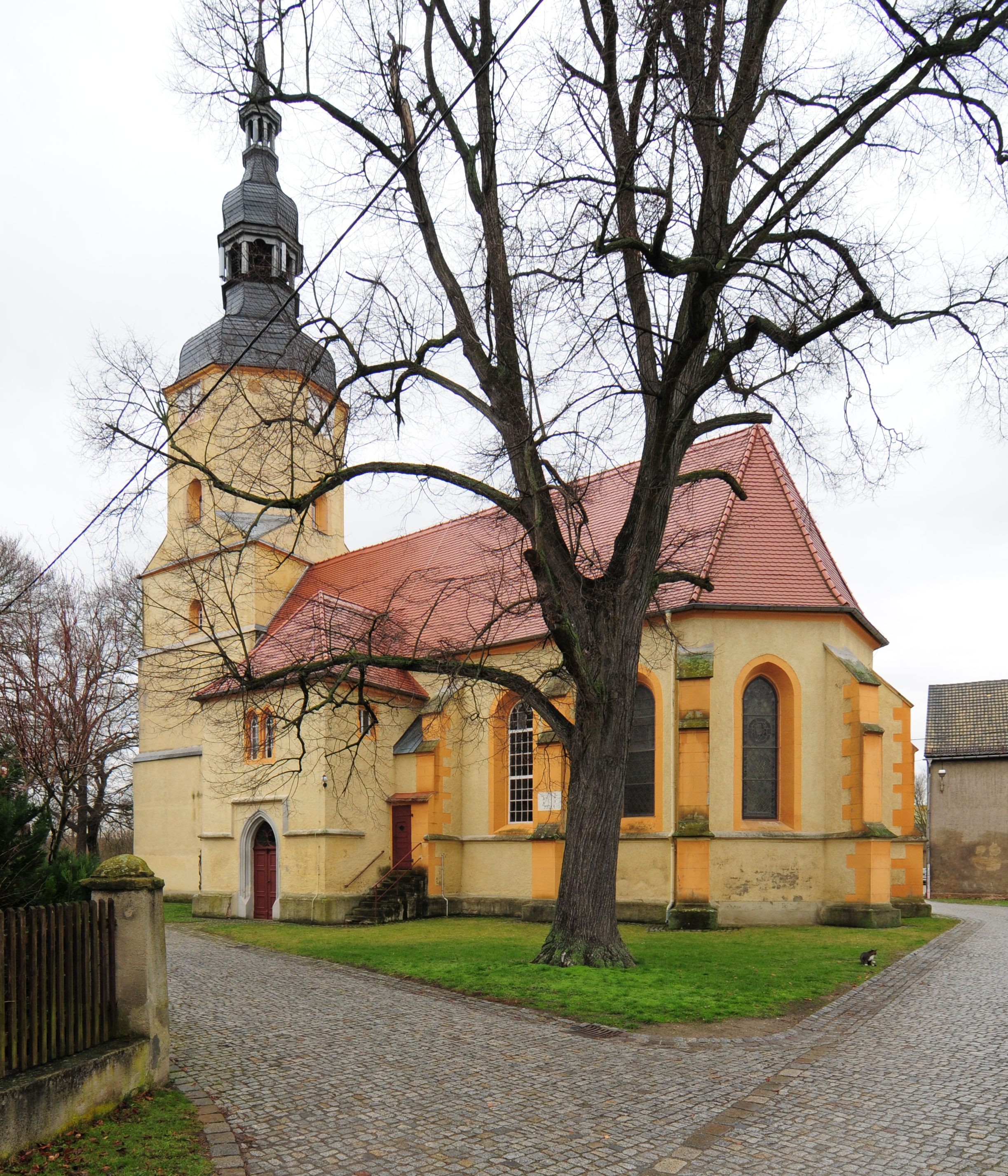
Pfarrkirche Treben

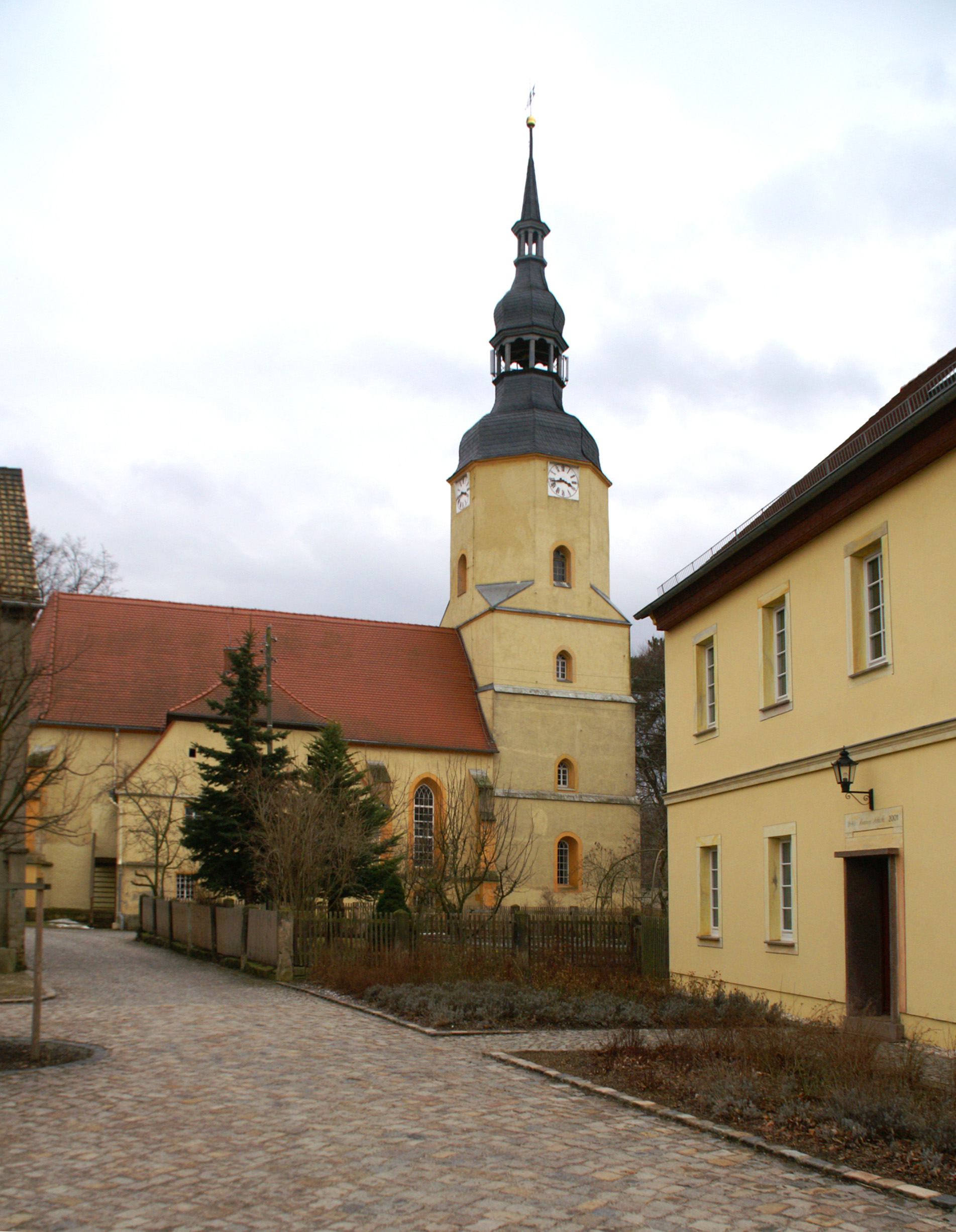
Ansicht von Süden

Die evangelisch-lutherische Pfarrkirche Treben (auch St. Nikolaus und Katharina) ist eine gotische, barockisierte Saalkirche in der Gemeinde Treben im thüringischen Landkreis Altenburger Land. Sie gehört zum Pfarrbereich Treben im Kirchenkreis Altenburger Land der Evangelischen Kirche in Mitteldeutschland.

## Geschichte und Architektur
Die Kirche mit dem Patrozinium St. Nikolaus und Katharina war ursprünglich das Zentrum einer Großpfarrei und wurde 1200 von König Philipp von Schwaben dem Augustinerchorherrenstift zu Altenburg inkorporiert. Aus jenem Jahr rührt auch ihre erste urkundliche Erwähnung. 1204 wurde sie von Bischof Berthold II. von Naumburg zur Pfarrkirche erhoben.
Die jetzige Kirche ist eine zweijochige Saalkirche mit Chorpolygon, die in den Jahren 1461 bis 1473 von Maurermeister Conrad und Zimmermeister Hans Behm erbaut wurde. Das Fenstermaßwerk ist nicht erhalten. Der Westturm mit romanischem quadratischem Erdgeschoss und Kreuzgewölbe trägt einen zweigeschossigen achteckigen Oberbau aus den Jahren 1483 bis 1503 und eine geschweifte Haube mit Laterne aus dem 18. Jahrhundert. Spätgotische Anbauten enthalten die Patronatsloge der Familie von Bünau samt Sakristei im Norden (1575) und deren Begräbniskapelle im Süden.
Nach einem Brand im August 1713 wurde das Gebäude in den Jahren 1713 bis 1720 wiederaufgebaut und neu ausgestattet. Eine Restaurierung der Gesamtanlage erfolgte 1862. Alle mittelalterlichen Teile der Kirche sind mit Gewölben versehen, darunter Netzgewölbe im Langhaus und Sterngewölbe im Chor ähnlich wie in der Kirche von Monstab. Die Gewölbeanfänger ruhen auf figürlichen Konsolen. Eine zweigeschossige Empore fasst den Raum ein, an deren Brüstung sind vor der Patronatsloge die Wappen derer von Bünau gemalt.

## Ausstattung
Ein barocker Kanzelaltar – ursprünglich 1584 von Heinrich von Bünau gestiftet und 1710 erneuert – ist mit korinthischen Säulen und gesprengtem Giebel mit dem auferstandenen Christus gegliedert. Der bauchige Kanzelkorb zeigt die Bildnisse der Evangelisten. Im Chor finden sich vier Grabplatten von Angehörigen derer von Bünau aus dem letzten Viertel des 16. bis zum Anfang des 17. Jahrhunderts.
Außerdem erinnert ein sehr fein gearbeitetes Epitaph aus farbigem Marmor und Alabaster, vermutlich aus Freiberg, an Heinrich von Bünau († 1600). Es besteht aus einer vierzonigen, reich gegliederten Rahmenarchitektur mit Säulen und Gebälk, die szenische Reliefs einfasst. In der ersten Zone ist eine Inschrift zu sehen, in der zweiten das Hauptbild mit der Familie des Verstorbenen in Anbetung des Gekreuzigten vor einer Darstellung von Jerusalem im Flachrelief, in der dritten und vierten Zone sind Reliefs mit der Kreuzabnahme, der Grablegung, der Auferstehung und der Himmelfahrt Jesu angeordnet. Die Bronzegrabplatte für Heinrich von Bünau ist heute in der Kapelle von Schloss Altenburg zu sehen. Das Epitaph selber wurde 2010 restauriert und teilweise rekonstruiert.

## Orgel
Die erste Orgel der Kirche ging auf eine Stiftung derer von Bünau zurück. Sie wurde 1710 durch ein neues Instrument ersetzt, das bereits 1713 durch den Kirchenbrand zerstört wurde und wiederaufgebaut werden musste. Im 18. Jahrhundert wurde es mehrfach repariert.
Die jetzige Orgel ist ein Werk von Urban Kreutzbach aus dem Jahr 1862 mit 23 Registern auf zwei Manualen und Pedal sowie mechanischer Spiel- und Registertraktur. Sie wurde um 1920 von einem unbekannten Orgelbauer überarbeitet, der auch die im Ersten Weltkrieg abgegebenen Prospektpfeifen durch solche aus Zink ergänzte, und 1946 von Reinhard Schmeisser geringfügig verändert. Ihre gegenwärtige Disposition lautet:
| I Hauptwerk C–e3 |                    |     |
| 1.               | Bordun (ab F)      | 16′ |
| 2.               | Principal          | 8′  |
| 3.               | Viola di Gamba     | 8′  |
| 4.               | Rohrflöte          | 8′  |
| 5.               | Octave             | 4′  |
| 6.               | Flauto             | 4′  |
| 7.               | Quinte             | 3′  |
| 8.               | Octave             | 2′  |
| 9.               | Cornett III (ab g) |     |
| 10.              | Mixtur III         |     |

| II Hinterwerk C–e3 |            |    |
| 11.                | Principal  | 8′ |
| 12.                | Flauto     | 8′ |
| 13.                | Salicional | 8′ |
| 14.                | Aeoline0   | 8′ |
| 15.                | Gedackt    | 8′ |
| 16.                | Gemshorn   | 4′ |
| 17.                | Rohrflöte  | 4′ |

| Pedal C–e1 |               |     |
| 18.        | Violonbass    | 16′ |
| 19.        | Subbass       | 16′ |
| 20.        | Principalbass | 8′  |
| 21.        | Cellobass     | 8′  |
| 22.        | Choralflöte0  | 4′  |
| 23.        | Posaunenbass  | 16′ |

- Koppeln: Manualkoppel II/I, Pedalkoppel I/P
- Spielhilfe: Klingel
- Anmerkungen:

1. ↑  Ursprünglich Waldflöte 2′.
2. ↑  Ursprünglich Trompetenbass 8′.